# ブラウン・ラチェット
ブラウン・ラチェット（英: Brownian ratchet）は、リチャード・P・ファインマンが、物理の講義において熱力学第二法則を説明するために仮構した見かけ上永久機関のようにみえる思考実験上の装置を指してしばしば用いられる用語である。 また、ファインマンのこの機構といくらか類似の仕組みが細胞内のイオンポンプなどで実現されていると考えられるため、それらに対してもブラウン・ラチェットという用語が使われる。ファインマン＝スモルホフスキー・ラチェット (Feynman-Smoluchowski ratchet) とも言う。

## ファインマンのブラウン・ラチェット

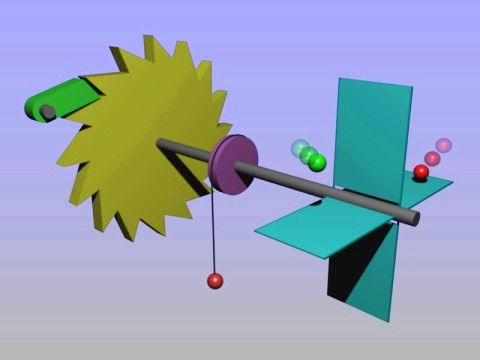
ファインマンのブラウン・ラチェット。 分子の熱運動によって揺らされる羽根車が、ラチェットによって一方向の運動を生み出し、重りを持ち上げるなら、熱から運動が取り出せることになる。

ファインマンの装置の基本部分は古くからあるただのラチェット機構である。このようなラチェット機構は、非対称な歯をもつ歯車（ラック）をバネなどで抑え付けられた爪が支えており、一方向への回転のみを許し逆方向には回転できないようになっている。一方、これとは別に軸の回りで自由に回転できる水車のような極めて小さな羽根車を用意し、ある一様な温度の気体の中に入れたとする。羽根車には分子が乱雑に衝突し、ブラウン運動として羽根車を左右に揺り動かす。この運動自体には方向性はなく仕事をなすことができない。しかし、この羽根車の軸を上述のようなラチェットの歯車の軸と組み合わせるなら、ラチェットは一方向にしか回らないはずなので、これは一方向への回転運動を生み出すと考えられる。回転軸に小さなおもりを付けておけばこの歯車は仕事をなすことになる。
一見するとこのブラウン・ラチェットは、温度差のないところで外部から仕事をすることもなくブラウン運動から一方向の運動を取り出して仕事をなすことができ、エントロピー増大則（熱力学第二法則）を破ることができるようにみえる。もちろん現実にはそれは不可能であるが、それがなぜかということが問題となる。
鍵となるのは、我々が日常のスケールでラチェットを考えているとき、無意識に非弾性的な部品を考えていることにある。しかしそれが意味するのは、爪と歯車の衝突の運動エネルギーがバネやその他の部品や周囲の気体の熱エネルギーに変化しているということである。したがって、これらの部品は弾性的なものと考えてより精密に議論しなければならない。このときには、そのままでは歯車に衝突した爪は衝突直前と同じだけの運動エネルギーをもって弾かれ、結局、爪は歯車を支えることができない。爪の振動を止めるためにはなんらかの形でそのエネルギーを取り除く制動の機構が必要である。 それがラチェットの周囲の気体であるとすると、気体の温度が羽根車の周囲の温度と同じならばこれは不可能であり、ブラウン・ラチェットは期待したように働かないことが明らかとなる。
なお、ラチェットに関する説明はファインマンの教科書『ファインマン物理学』（日本語版、II巻21章）に収録されている。

## 細胞内でのブラウン運動の利用

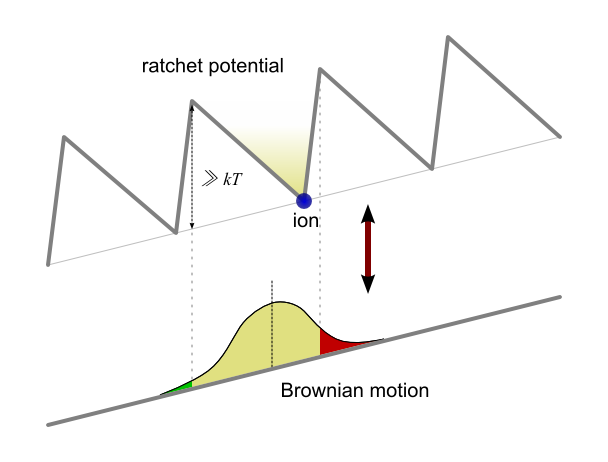
ラチェット・ポテンシャルを繰り返し印加することにより、ブラウン運動を利用してイオンは確率的に坂道を登ることができる。

上述の議論は逆に、もし一定の制動機構を働かせ続けるなら、激しい分子運動によりブラウン運動を受ける環境の元で、そのブラウン運動を利用して上述のようなブラウン・ラチェットの歯車を回転させ続けることができることを意味する。
上述のラチェットの歯車の歯に似たノコギリ状の非等方的な構造を持つポテンシャル（ラチェット・ポテンシャル）が与えられていると仮定しよう。このポテンシャルの障壁を乗り越えられないレベルのエネルギーを持つ粒子は、片方の方向に偏った位置（例えば右）にある極小点のまわりに捉えられる。このノコギリ状のポテンシャルを外部から取り除くと、爪が外された歯車のように粒子はその回りで自由に等方性のブラウン運動を行なえるようになる。 再びポテンシャルをかけると粒子は再びどこかの極小点に捉えられるが、極小点の位置が右に偏っているため、それが移動するときには左よりも右に移動する確率が高くなる。 この過程を繰り返せば正味の運動として粒子の右向きの運動を取り出すことができる。
実際これは、細胞膜上でイオン勾配に逆らってイオンを運搬（能動輸送）している膜蛋白であるイオンポンプのモデルである。運搬されるイオンは電位勾配の他に分子衝突によるブラウン運動を行なっている。一方、イオンポンプの蛋白であるトランスポーターは化学的に作用するエネルギーにより形が絶えず変化して偏ったポテンシャルを作り出しては消している。これによってランダムな運動を利用しつつイオンポンプはイオンを勾配に逆らって運搬すると考えられている。この時の粒子の運動は日常的なラチェット機構から想像されるものとは逆向きとなる。
このほか細胞内の分子モーターとして働いているアクチン・ミオシン系、チューブリン・ダイニン系、チューブリン・キネシン系（動きは回転でなく直線的）などについても同様のモデルが提出されており、このモデルと矛盾しないような知見（1回の反応による移動距離にランダム性が見られるなど）も得られている。
この場合には熱力学第二法則に背いているわけではない。非等方ポテンシャルの底に粒子を留めようとするには粒子の熱を取り除くことが必要であるし、またポテンシャルを印加する化学的エネルギーはATPをADPに分解するときに作られるものであるが、この機構はATPとADPの濃度差が非平衡に保たれている間だけ作用できるからである。この機構が一般に熱力学的に有利であるわけではない。